# Fuk Tak Chitempel
Fuk Tak Chitempel is de oudste Chinese tempel van Singapore. Het is gebouwd in 1824 door Hakkanezen en Kantonezen. Dat was vijf jaar na de bouw van de moderne stad (1819). De tempel eert Tua Pek Kong, die behoort tot een shenistische leer. Confucianisten en daoïsten bezoeken ook de tempel.
In augustus 1998 werd het gebouw gerestaureerd en in april veranderd in een museum met voorwerpen van de eerste Chinese migranten in Singapore.